# Dinastia cosroide
La dinastia cosroide (una latinizzazione di Khosro[v]ianni, in georgiano ხოსრო[ვ]იანები?), conosciuti anche come mihranidi iberici, fu una dinastia di re e in seguito di principi dell'antico stato georgiano d'Iberia dal IV al IX secolo. La famiglia, di origine iranica mihranide, adottò il cristianesimo come religione ufficiale nel 337 circa (o 319/326), e si contrappose con l'Impero bizantino e l'Iran sasanide per mantenere un certo grado di indipendenza. Dopo la fine del regno iberico da parte dei Sasanidi intorno al 580 circa, la dinastia sopravvisse nei suoi due rami principeschi strettamente imparentati, ma a volte concorrenti, il ramo più antico cosroide e quello più giovane guaramide, fino all'inizio del IX secolo, quando subentrarono i Bagratidi georgiani sul trono di Iberia.

## Origini
I cosroidi erano un ramo della famiglia principesca mihranide, una dei sette grandi casate dell'Iran. Erano lontanamente imparentati con i Sasanidi, i cui altri due rami furono presto posti sui troni di Gogarene e Gardman, i due principati caucasici dove si intrecciarono le tre nazioni di armeni, albanesi e georgiani.
Secondo le Cronache georgiane, il primo re cosroide Mirian III (Mihran) (che regnò dal 284 al 361 d.C.) attraverso il matrimonio con la principessa iberica Abeshura (figlia dell'ultimo re arsacide georgiano Aspacure I), si insediò sul trono d'Iberia grazie al padre che le cronache georgiane chiamano "Cosroe", Gran Re dell'Iran. Un'altra cronaca georgiana medievale, la Conversione di Kartli, è in contrasto con la tradizione della Vita dei Re delle Cronache georgiane e identifica Mirian con il figlio del re Lev, successore del re Aspacure I. Lev non risulta attestato da nessun'altra fonte.

## Primi cosroidi
L'ascesa delle stirpi mihranidi ai troni del Caucaso fu difatti la manifestazione della vittoria dei Sasanidi su quanto restava nella regione della dinastia Arsacide della Partia, il cui ramo armeno era ormai in declino e quello georgiano era già estinto.
In qualità di re vassallo iraniano, Mirian III (che regnò dal 284 al 361), il fondatore della dinastia cosroide, partecipò alla guerra sasanide contro l'Impero romano. Tuttavia, nella pace di Nisibis del 298, fu riconosciuta a Roma la sovranità sulla Georgia orientale, ma Mirian fu riconosciuto re d'Iberia. Mirian si adattò rapidamente al cambiamento del tessuto politico del Caucaso e stabilì stretti legami con Roma. Questa associazione fu ulteriormente rafforzata dopo che la missionaria cristiana, Nino, convertì Mirian, la moglie Nana e la famiglia al cristianesimo intorno al 337. Tuttavia, i Sasanidi continuarono a competere con Roma per l'influenza sull'Iberia, e riuscirono a deporre temporaneamente il successore filo-romano di Mirian, Sauromace II,  in favore del filo-iraniano Aspacure II nel 361. L'imperatore romano Valente intervenne e riportò Sauromace al trono nel 370, anche se al figlio e successore di Aspacure, Mihrdat III (r. 365-380), fu permesso di mantenere il controllo della parte orientale del regno. Ciononostante, nel 380, i Sasanidi riaffermarono con successo le loro pretese riunendo l'Iberia sotto l'autorità di Aspacure III d'Iberia (r. 380-394) e iniziarono a riscuotere tributi dal regno. I romani di tutta evidenza ammisero la perdita dell'Iberia all'indomani del Trattato di Acilisene del 387 con l'Iran. La crescita dell'influenza iraniana nella Georgia orientale, inclusa la promozione dello zoroastrismo, fu contrastata dalla chiesa cristiana e da una parte della nobiltà. L'invenzione dell'alfabeto georgiano, inoltre, fu uno strumento cruciale nella propagazione della formazione cristiana, essendo la più importante eredità culturale di questa lotta. I re cosroidi d'Iberia, sebbene cristiani, rimasero generalmente fedeli ai loro sovrani iraniani fino a Vakhang I Gorgasali (r. 447-522), forse il più popolare re cosroide d'Iberia, tradizionalmente riconosciuto anche per la fondazione dell'odierna capitale della Georgia, Tbilisi. Egli invertì il suo orientamento politico nel 482, portando il suo stato e la sua chiesa più in linea con la corrente politica bizantina. Guidò inoltre, in alleanza con il principe armeno Vardan Mamikonian, un'aperta rivolta contro i Sasanidi e continuò una lotta disperata, che tuttavia si rivelò infruttuosa, fino alla fine della sua vita.

## Successivi cosroidi
Dopo la morte di Vakhtang I nel 522, la dinastia andò in declino ed esercitò solo un'autorità limitata sull'Iberia, poiché il governo era di fatto gestito dal luogotenente iraniano con sede a Tbilisi attraverso un compromesso con i principi locali. Quando Bacurio III d'Iberia morì nel 580, i Sasanidi colsero l'occasione per abolire la monarchia, senza molta resistenza da parte dell'aristocrazia iberica. Privati della corona, gli eredi di Vakhtang I rimasero nelle loro fortezze di montagna: il ramo principale dei Cosroidi nella provincia di Kakheti e quello minore, i Guaramidi, in Klarjeti e Javakheti. Un membro di quest'ultimo ramo, Guaram I (r. 588-590), si ribellò nel 588 al dominio sasanide e giurò fedeltà all'imperatore bizantino Maurizio, ricevendo l'alta dignità bizantina di curopalate. Riuscì a ripristinare l'autonomia dell'Iberia sotto forma di un principato, un riassetto che fu accettato dall'Iran nella pace del 591, che divise l'Iberia tra Bisanzio e l'Iran a Tbilisi. Il figlio e successore di Guaram, Stefano I (r. 590-627), trasferì la sua fedeltà ai Sasanidi e riunì l'Iberia, ottenendo alla fine una vigorosa risposta dall'imperatore bizantino Eraclio (610-641), che, in alleanza con i Cazari, realizzò una campagna militare in Iberia e conquistò Tbilisi dopo un difficile assedio nel 627. Eraclio I fece scorticare vivo Stefano e cedette il suo incarico al principe cosroide filo-bizantino Adarnase I di Kakheti (r. 627-637/42).
Reintegrata da Eraclio, la dinastia cosroide persistette nella sua linea filo-bizantina, ma Stefano II (637/642-650 circa) fu costretto a riconoscersi come tributario del califfato arabo il quale sarebbe diventato alla fine una potenza regionale dominante. Dopo la morte di Adarnase II (r. 650-684), il ramo rivale Guaramide, con Guaram II (684-.693 circa), riconquistò il potere, e il ramo più antico dei Cosroidi si ritirò nuovamente nei suoi appannaggi in Kakheti, dove subentrò un membro di nota, Archil, divenuto santo della Chiesa ortodossa georgiana, martirizzato per mano degli arabi nel 786. Alla morte di Archil, suo figlio maggiore Iovane (morto nel 799 circa) si trasferì nella regione dominata dai bizantini di Egrisi (Lazica) nella Georgia occidentale, mentre il figlio minore Juansher (r. 786-807 circa) rimase in Kakheti e sposò Latavri., figlia del principe Adarnase di Erusheti-Artani, antenato della dinastia georgiana dei Bagratidi.
Il ramo principale cosroide sopravvisse per due decenni alla sua linea più giovane dei Guaramidi, estinta dal 786. Con la morte di Juansher nel 807 circa, anch'essa si estinse. I possedimenti cosroidi in Kakheti furono rilevati dalle famiglie nobili locali che formarono una successione di corepiscopi fino all'XI secolo, mentre i possedimenti guaramidi passarono ai loro parenti della dinastia Bagratide.

## Elenco dei governanti cosroidi

### Re d'Iberia
- Mirian III, 284–361
  - Rev, co-re 345–361
- Sauromace II, 361–363, diarca 370–378
- Aspacure II, 363–365
- Mihrdat III, 365–380, diarca 370–378
- Aspacure III, 380–394
- Trdat, 394–406
- Farasmane IV, 406–409
- Mihrdat IV, 409–411
- Archil, 411–435
- Mihrdat V, 435–447
- Vakhtang I, 447–522
- Dachi, 522–534
- Bacurio II, 534–547
- Farasmane V, 547–561
- Farasmane VI, 561–?
- Bacurio III, ?–580

### Principi di Kakheti e Principi d'Iberia
- Adarnase I, principe di Kakheti, c. 580–637; Principe di Iberia, 627–637
- Stefano II, principe di Kakheti e principe d'Iberia, 637–c. 650
- Adarnase II, principe di Kakheti e principe d'Iberia, c. 650–684
- Stefano, principe di Kakheti, 685–736
- Mirian, principe di Kakheti, 736–741
- Archil "il Martire", principe di Kakheti, 736–786
- Giovanni, principe di Kakheti, 786–790
- Juansher, principe di Kakheti, 786–807